# Пльонсковиці
Пльонсковиці (пол. Pląskowice) — село в Польщі, у гміні Фалкув Конецького повіту Свентокшиського воєводства.
Населення — 94 особи (2011).
У 1975-1998 роках село належало до Пйотрковського воєводства.

## Демографія
Демографічна структура на день 31 березня 2011 року:
|          | Загалом | Допрацездатний вік | Працездатний вік | Постпрацездатний вік |
| -------- | ------- | ------------------ | ---------------- | -------------------- |
| Чоловіки | 41      | 7                  | 32               | 2                    |
| Жінки    | 53      | 5                  | 26               | 22                   |
| Разом    | 94      | 12                 | 58               | 24                   |